# Haematomma
Haematomma is een geslacht van korstmossen dat behoort tot de familie Haematommataceae. De typesoort is Haematomma vulgare.

## Soorten
Volgens Index Fungorum telt het geslacht 24 soorten (peildatum februari 2023):
| Soortnaam                                     | Auteur(s)                      | Publicatiejaar |
| --------------------------------------------- | ------------------------------ | -------------- |
| Haematomma accolens                           | (Stirt.) Hillmann              | 1940           |
| Haematomma africanum                          | (J. Steiner) C.W. Dodge        | 1971           |
| Haematomma alborussulum                       | (Nyl.) S. Ekman & Gerasimova   | 2017           |
| Haematomma caperaticum                        | Brodo, W.L. Culb. & C.F. Culb. | 2008           |
| Haematomma collatum                           | (Stirt.) C.W. Dodge            | 1971           |
| Haematomma eremaeum                           | R.W. Rogers                    | 1982           |
| Haematomma fenzlianum                         | A. Massal.                     | 1861           |
| Haematomma flexuosum                          | Hillmann                       | 1938           |
| Haematomma fluorescens                        | Kalb & Staiger                 | 1995           |
| Haematomma gallowayi                          | Brodo                          | 2007           |
| Haematomma infuscum                           | (Stirt.) R.W. Rogers           | 1982           |
| Haematomma nicoyense                          | Nelsen, Lücking & Chaves       | 2006           |
| Haematomma nothofagi                          | Kalb & Staiger                 | 1995           |
| Haematomma ochroleucum (Witgerande stofkorst) | (Neck.) J.R. Laundon           | 1970           |
| Haematomma parda                              | Aptroot                        | 2007           |
| Haematomma persoonii                          | (Fée) A. Massal.               | 1860           |
| Haematomma pluriseptatum                      | R. Tang                        | 2020           |
| Haematomma puniceum                           | (Ach.) A. Massal.              | 1860           |
| Haematomma rubidum                            | R. Tang & Z.T. Zhao            | 2020           |
| Haematomma rufidulum                          | (Fée) A. Massal.               | 1860           |
| Haematomma simile                             | Bagl.                          | 1875           |
| Haematomma sorediatum                         | R.W. Rogers                    | 1982           |
| Haematomma staigeriae                         | Nelsen, Lücking & L. Umaña     | 2006           |
| Haematomma stevensiae                         | R.W. Rogers                    | 1982           |